# Panolis pinicortex
Panolis pinicortex là một loài bướm đêm trong họ Noctuidae.